# Litavska košarkaška reprezentacija
Litavska košarkaška reprezentacija predstavlja Litvu na međunarodnim natjecanjima. Pod vodstvom je LKF-a. Danas je 10. reprezentacija svijeta po plasmanu FIBA-e. Najveće uspjehe postigla je na tri od pet nastupa na Olimpijskim igrama kada je uzela bronačnu medalju. Tri puta je osvajala zlatnu medalju na Europskim prvenstvima, dok je na Svjetskom prvenstvu najveći postigla osvajanjem bronce 2010. 

## Plasmani na velikim natjecanjima
| Godina                 | Olimpijske igre | Svjetska prvenstva | Europska prvenstva |
| ---------------------- | --------------- | ------------------ | ------------------ |
| 1937.                  |                 |                    | zlato              |
| 1939.                  |                 |                    | zlato              |
| 1946. – 1991. kao SSSR |                 |                    |                    |
| 1992.                  | bronca          |                    |                    |
| 1993.                  |                 |                    | bez nastupa        |
| 1994.                  |                 | bez nastupa        |                    |
| 1995.                  |                 |                    | srebro             |
| 1996.                  | bronca          |                    |                    |
| 1997.                  |                 |                    | 6.                 |
| 1998.                  |                 | 7.                 |                    |
| 1999.                  |                 |                    | 5.                 |
| 2000.                  | bronca          |                    |                    |
| 2001.                  |                 |                    | 11.                |
| 2002.                  |                 | 7.                 |                    |
| 2003.                  |                 |                    | zlato              |
| 2004.                  | 4.              |                    |                    |
| 2005.                  |                 |                    | 5.                 |
| 2006.                  |                 |                    |                    |
| 2007.                  |                 |                    | bronca             |
| 2008.                  | 4.              |                    |                    |
| 2009.                  |                 |                    | 11.                |
| 2010.                  |                 | bronca             |                    |
| 2011.                  |                 |                    | 5.                 |
| 2012.                  | 4.              |                    |                    |
| 2013.                  |                 |                    | srebro             |
| 2014.                  |                 | 4.                 |                    |
| 2015.                  |                 |                    | srebro             |

## Momčad
Svjetsko prvenstvo u košarci – Turska 2010.
| Ime i prezime            | Klub                       |
| ------------------------ | -------------------------- |
| Mantas Kalnietis         | Žalgiris                   |
| Martynas Gecevičius      | Lietuvos Rytas             |
| Tomas Delininkaitis      | PAOK                       |
| Martynas Pocius          | Žalgiris                   |
| Renaldas Seibutis        | Bilbao Berri               |
| Simas Jasaitis           | Galatasaray Café Crown     |
| Jonas Mačiulis           | Olimpia (Milano)           |
| Linas Kleiza             | Toronto Raptors            |
| Paulius Jankūnas         | Žalgiris                   |
| Tadas Klimavičius        | Žalgiris                   |
| Martynas Andriuškevičius | Meridiano Alicante         |
| Robertas Javtokas        | Power Electronics Valencia |
| Kęstutis Kemzūra         |                            |

## Pozicije u reprezentaciji
| Poz. | Petorka             | Klupa                 | Klupa            | Rezerve          | Neaktivni |
| ---- | ------------------- | --------------------- | ---------------- | ---------------- | --------- |
| C    | Robertas Javtokas   | Marijonas Petravičius |                  |                  |           |
| PF   | Ksystof Lavrinovic  | Darjuš Lavrinovič     |                  | Paulius Jankūnas |           |
| SF   | Linas Kleiza        | Simas Jasaitis        | Arturas Jomantas |                  |           |
| SG   | Mindaugas Lukauskis | Jonas Maciulis        |                  |                  |           |
| PG   | Tomas Delininkaitis | Mantas Kalnietis      | Andrius Mazutis  |                  |           |

## Poznati igrači
- Pranas Lubinas
- Arvydas Sabonis
- Šarūnas Marčiulionis
- Rimas Kurtinaitis
- Valdemaras Chomičius
- Artūras Karnišovas
- Šarūnas Jasikevičius
- Arvydas Macijauskas
- Saulius Štombergas
- Mindaugas Žukauskas
- Eurelijus Žukauskas
- Darius Songaila
- Linas Kleiza

## Vanjske poveznice
- Litavski košarkaški savez

| Međunarodna košarka | Međunarodna košarka |
| --- | ------------------- |
| |                     |
| FIBA \| Olimpijske igre \| Svjetsko prvenstvo \| FIBA-ina ljestvica Afrika: FIBA Afrika – Afričko prvenstvo Amerika: FIBA Amerika – Američko prvenstvo Azija: FIBA Azija - Azijsko prvenstvo Europa: FIBA Europa – Europsko prvenstvo Oceanija: FIBA Oceanija – Oceanijsko prvenstvo |                     |

| Međunarodna košarka | Međunarodna košarka |
| --- | ------------------- |
| |                     |
| FIBA \| Olimpijske igre \| Svjetsko prvenstvo \| FIBA-ina ljestvica Afrika: FIBA Afrika – Afričko prvenstvo Amerika: FIBA Amerika – Američko prvenstvo Azija: FIBA Azija - Azijsko prvenstvo Europa: FIBA Europa – Europsko prvenstvo Oceanija: FIBA Oceanija – Oceanijsko prvenstvo |                     |

| Europske košarkaške reprezentacije (FIBA Europa) | Europske košarkaške reprezentacije (FIBA Europa) |
| --- | ------------------------------------------------ |
| |                                                  |
| Albanija • Andora • Armenija • Austrija • Azerbejdžan • Belgija • Bjelorusija • BiH • Bugarska • Cipar • Crna Gora • Češka • Danska • Estonija • Finska • Francuska • Gibraltar • Grčka • Gruzija • Hrvatska • Irska • Island • Italija • Izrael • Kosovo • Latvija • Litva • Luksemburg • Mađarska • Makedonija • Malta • Moldova • Monako • Nizozemska • Norveška • Njemačka • Poljska • Portugal • Rumunjska • Rusija • San Marino • Srbija • Slovačka • Slovenija • Španjolska • Švedska • Švicarska • Turska • Ukrajina • Velika Britanija |                                                  |
| |                                                  |
| Bivše države Čehoslovačka • Jugoslavija • DR Njemačka • Srbija i Crna Gora • SSSR • ZND |                                                  |
| Bivše države |                                                  |
| |                                                  |
| Čehoslovačka • Jugoslavija • DR Njemačka • Srbija i Crna Gora • SSSR • ZND |                                                  |

| Bivše države                                                               |
|                                                                            |
| Čehoslovačka • Jugoslavija • DR Njemačka • Srbija i Crna Gora • SSSR • ZND |

| Europske košarkaške reprezentacije (FIBA Europa) | Europske košarkaške reprezentacije (FIBA Europa) |
| --- | ------------------------------------------------ |
| |                                                  |
| Albanija • Andora • Armenija • Austrija • Azerbejdžan • Belgija • Bjelorusija • BiH • Bugarska • Cipar • Crna Gora • Češka • Danska • Estonija • Finska • Francuska • Gibraltar • Grčka • Gruzija • Hrvatska • Irska • Island • Italija • Izrael • Kosovo • Latvija • Litva • Luksemburg • Mađarska • Makedonija • Malta • Moldova • Monako • Nizozemska • Norveška • Njemačka • Poljska • Portugal • Rumunjska • Rusija • San Marino • Srbija • Slovačka • Slovenija • Španjolska • Švedska • Švicarska • Turska • Ukrajina • Velika Britanija |                                                  |
| |                                                  |
| Bivše države Čehoslovačka • Jugoslavija • DR Njemačka • Srbija i Crna Gora • SSSR • ZND |                                                  |
| Bivše države |                                                  |
| |                                                  |
| Čehoslovačka • Jugoslavija • DR Njemačka • Srbija i Crna Gora • SSSR • ZND |                                                  |

| Bivše države                                                               |
|                                                                            |
| Čehoslovačka • Jugoslavija • DR Njemačka • Srbija i Crna Gora • SSSR • ZND |